# ماجليانو فيتري
ماجليانو فيرتي هي مقاطعة ساليرنو في إقليم كامبانيا في جنوب غرب إيطاليا . في عام 2011 كان عدد سكانها 739.

## تاريخها
البلدة المسماة قديماً Malleanum أو Mallianum ، ذكرت لأول مرة في وثيقة في القرن التاسع. وكانت دولة نورماندية (التقسيم الداخلي لمحيط باروني) تضم كابيزو وستيو وجورجا .
تضررت ماجليانو بشدة في حريق عام 1669 ، وأعيد بناء ماجليانو فوق تل قريب ، موقع قلعة قوطية قديمة ، باسم ماجليانو نوفو ("ماجليانو الجديدة"). وبعد بضع سنوات ، أعيد بناء الموقع الأصلي باسم ماجيليانو فيرتي ("ماجليانو القديمة ").

## جغرافية
تقع ماجيليانو فيرتي في منطقة تل في وسط سيلينتو ، فوق وادي نهر ألينتو وبالقرب من وديان كالور لوكانو . وتحدها بلديات فيليتو ولورينو ومونتيفورتي سيلينتو وأوريا وستيو . ويوجد في البلدية قريتان صغيرتان ( فرازيوني ) ، كابيزو وماجليانو نوفو .[بحاجة لمصدر]

## روابط خارجية
- الموقع الرسمي باللغة الإيطالية
- Magliano Vetere على tuttocitta.it باللغة الإيطالية